# Mount Chachao
Mount Chachao är ett berg i Guam (USA).   Det ligger 6 km sydväst om huvudstaden Hagåtña. Toppen på Mount Chachao är 318 meter över havet,. Berget utgör gränspunkt mellan kommunerna Asan-Maina, Piti och Yona.